# 암브리-피오타역
암브리-피오타역(이탈리아어: Stazione di Ambrì-Piotta)은 스위스 티치노주 퀸토 시정촌에 있는 기차역이다. 인근 지자체 암브리(Ambrì)와 피오타(Piotta)에서 이름을 따왔다. 역은 스위스 연방 철도의 고트하르트선의 원래 노선에 있으며, 고트하르트 터널까지 가는 남쪽 경사로에 있다. 고트하르트선의 대부분 열차는 이제 고트하르트 베이스 터널을 사용하며, 암브리-피오타역을 통과하지 않는다.

## 운행편
2021년 12월 시간표 변경에 따라 암브리-피오타에서 다음 서비스가 정차한다.
- 인터레기오 : 로카르노와 아트-골다우 간 매시간 운행 기차는 바젤 SBB 또는 취리히 중앙역까지 계속 운행.
  - S10 / S50 : 아이롤로, 키아소, 코모 산조반니 또는 말펜사 공항터미널1까지 하루에 1편 운행

역에는 철도 노선과 평행을 이루는 벨린초나와 아이롤로 사이를 오가는 아우토포스탈레 버스 서비스가 매시간 운행된다.